# 2081 Sázava
2081 Sázava è un asteroide della fascia principale del diametro medio di circa 22,67 km. Scoperto nel 1976, presenta un'orbita caratterizzata da un semiasse maggiore pari a 2,4509872 UA e da un'eccentricità di 0,1623167, inclinata di 3,91109° rispetto all'eclittica.
Su proposta di I. Baueršíma, collega dello scopritore, l'asteroide porta il nome dell'omonimo fiume della Boemia.